# Radio Ekspres
Radio Ekspres je slovenska komercialna radijska postaja, ki je aprila 2006 nasledila nekdanjo Gama MM.  
Predvaja glasbo 80-ih let, njena ciljna publika so ljudje med 30. in 59. letom starosti.  
Direktor je Andrej Meglič.  

## Frekvence
Ljubljana in osrednja Slovenija
- 106,4 MHz
- 106,1 MHz

DAB+ R1
- 215,072 MHz

## Voditelji

### Zdajšnji
- Klemen Bučan
- Tomaž Okorn
- Eva Cimbola
- Nada Simončič
- Vanja Blagus
- Žan Rupar

### Nekdanji
- Rudi Sieger
- Saša Zadnik
- Gregor Palovšnik
- Nika Popit
- Brigita Potočki
- Desire Suvorov
- Luka Ličar
- Teja Kralj
- Urška Puš
- Grega Murn
- Klemen Bunderla